# ヴァル研究所
株式会社ヴァル研究所（ヴァルけんきゅうじょ、Val Laboratory Corporation）は、東京都杉並区に本社を置き、ソフトウェア開発を行う日本の企業である。

## 概要
代表的な製品は経路検索ソフト「駅すぱあと」。近年は「駅すぱあと」を中心に法人向けの製品・サービスやAPIビジネス、広告事業、個人向けのアプリケーション開発などを展開している。
社名の「ヴァル」(VAL)は「Very Advanced Language（より進化した言語を研究・開発する）」の略である。

## 沿革
- 1976年 - 高円寺にて設立。設立当初の事業はSPECL-I、FFLPなどのプログラミング言語の開発であった。
- 1977年 - 事業所拡大のため渋谷区代々木へ移転
- 1984年 - 16ビットPC用データ処理ソフト「ぱぴるす」発売
- 1985年 - 事業所拡大のため新宿区大久保へ移転
- 1985年
  - データ処理ソフト「ファラオ」発売
  - 「首都圏電車網最短経路案内システム」発表
- 1988年 - 経路検索ソフト「駅すぱあと」（首都圏版）発売
- 1991年 - アプリケーション開発ソフト「ナイル」発売
- 1995年 - 事業所拡大のため杉並区高円寺へ移転
- 1998年 - Yahoo! JAPAN 検索サイトで経路検索サービス開始
- 2007年 - 健康生活ナビ特定保健指導ASPサービスをリリース
- 2004年 - 「駅すぱあと 通勤費管理システム」発売
- 2010年 - 「駅すぱあと 通勤費申請Web」サービス開始
- 2011年 - 「駅すぱあと for iPhone」提供開始
- 2013年 - 「駅すぱあと for Android」提供開始
- 2014年 - ママのための乗り換え案内サイト「ママすぱあと」サービス開始
- 2015年 - 代表取締役に太田信夫が就任
- 2016年
  - 「駅すぱあと 通勤費管理Web」提供開始
  - ビジネス・サポートサービス「RODEM」サービス開始
  - 全国路線図API「駅すぱあと路線図」提供開始
- 2017年
  - レッドフォックス株式会社に出資
  - 株式会社ジオロジックに出資
  - バスロケーショサービス「SkyBrain」提供開始
- 2018年
  - 国内初のシェアサイクルと公共交通の複合経路検索サービス「mixway（ミクスウェイ）」リリース
  - 「駅すぱあと」が2018年度グッドデザイン・ロングライフデザイン賞を受賞
- 2019年
  - 代表取締役に菊池 宗史、取締役会長に太田 信夫が就任
  - 福岡オフィスを開設

## 主な製品・サービス
- 駅すぱあと
  - 駅すぱあと for iPhone - iPhone、Apple Watch向けアプリケーション
  - 駅すぱあと for Android - Android、Android Wear向けアプリケーション
  - 駅すぱあと for web - ブラウザ向けアプリケーション
  - 駅すぱあと 通勤費Web - 業務支援システム
  - 駅すぱあと 旅費交通費精算Web - 業務支援システム
  - 駅すぱあとWebサービス - Web API
  - 駅すぱあと路線図 - Web API
  - 駅すぱあと広告 - 駅すぱあとアプリを媒体にした広告事業
- Adgram（アドグラム） - 駅すぱあとの独自の移動予測データをもとにした位置情報連動広告ネットワーク
- RODEM（ロデム） - 経路検索システムとカレンダー、経費精算システムなどと連携するビジネス支援サービス
- 健康生活ナビ - 特定保健指導の効率的な実施のために開発された、健康に関するASPサービスおよびソーシャル・ネットワーキング・サービス[2][3]
- IDWEB - イベント管理者向けWebサービス